# أطفال ويندرمير
أطفال ويندرمير (بالإنجليزية: The Windermere Children)‏ هو فيلم سيرة ذاتية ودراما من كتابة سيمون بلوك وإخراج مايكل صامويلز. يروي الفيلم قصة الأطفال الناجين من محرقة الهلوكوست، والذين تم نقلهم إلى مخيم بالقرب من بحيرة ويندرمير في قرية تروتبيك بريدج في إنجلترا. حيثُ يتم نقلهم للمخيم وإعادة تأهيلهم من قبل معلمين متخصصين، ويوضح الفيلم كيف تم إعادة دمج الضحايا مع المجتمع المحلي.

## الممثلين
- إيان غلين بدور جوك لورانس
- رومولا غاري بدور ماري بانيث
- توماس كريتشمان بدور أوسكار فريدمان
- تيم مكلنيرني بدور ليونارد مونتيفيوري
- فيليب كريستوفر بدور جورج لوير

## روابط خارجية
- أطفال ويندرمير على موقع IMDb (الإنجليزية)
- أطفال ويندرمير على موقع ميتاكريتيك (الإنجليزية)
- أطفال ويندرمير على موقع روتن توميتوز (الإنجليزية)
- أطفال ويندرمير على موقع قاعدة بيانات الفيلم (الإنجليزية)
- أطفال ويندرمير على موقع ليتربوكسد (الإنجليزية)
- أطفال ويندرمير على موقع كينوبويسك (الروسية)